# اچ‌ام‌اس بکینتا (۱۸۷۶)
اچ‌ام‌اس بکینتا (۱۸۷۶) (به انگلیسی: HMS Bacchante (1876)) یک کشتی بود که طول آن ۲۸۰ فوت (۸۵ متر) بود. این کشتی در سال ۱۸۷۶ ساخته شد.